# ويليام جيمس كونيل
ويليام جيمس كونيل (بالإنجليزية: William James Connell)‏ هو محامي وسياسي أمريكي، ولد في 6 يوليو 1846 في كووانسفيل في كندا، وتوفي في 16 أغسطس 1924 في اتلانتيك سيتي في الولايات المتحدة. حزبياً، نشط في الحزب الجمهوري. وقد انتخب عضو مجلس النواب الأمريكي.